# São Jorge d'Oeste
São Jorge d'Oeste é um município brasileiro do estado do Paraná. Localizado na Mesorregião do Sudoeste Paranaense e na Microrregião de Francisco Beltrão, o município está a 450 km de distância da capital Curitiba. Sua população, conforme o último censo realizado pelo IBGE do ano de 2022, era de 9.378 habitantes.

## História
São Jorge d’ Oeste teve início nos anos 50, com o fundador José Rupp, o qual instituiu a Fazenda São Jorge. A história atravessa os estados, morando ainda em Joaçaba (1920) o Coronel Rupp tinha uma equipe de trabalho que fornecia material (dormentes) e mão-de-obra para a Companhia Estrada de Ferro São Paulo – Rio Grande,  para haverem da mesma o pagamento a que julgavam com direito. A decisão passou em julgado e resultou o pagamento devido, com juros a partir de 1938, perfazendo o total de Cr$ 8.320.000,00 (oito milhões trezentos e vinte mil cruzeiros).
Com a sentença ganha, mas sem conhecimentos de tramitação judicial, José Rupp e sua esposa por escritura pública lavrada no Cartório do Sexto Ofício de Notas do Distrito Federal cederam e transferiram seus direitos a Clevelândia, Industrial e Territorial Limitada(CITLA).
As experiências adquiridas nos sertões catarinenses, contribuíram com o espírito de desbravador do Coronel José Rupp. Ele via na imensa área de florestas e terras férteis no sudoeste, um futuro de desenvolvimento promissor. Buscou auxílio em leis, através do advogado Dr. Antonio Paranhos no Rio de Janeiro, capital do país. Sem condições de pagar ao advogado pelo trabalho prestado, Jose Rupp ofereceu parte das terras as quais lhe eram devidas.
Em março de 1953 a primeira expedição ocupou a gleba, composta pelos Srº José Henrique Rupp(filho de José), Ary Francisco Rupp(sobrinho de José) e vários peões.
A primeira etapa da viagem em busca das novas terras terminava nas Águas do Verê. Deste lugar em diante, foi necessário atravessar o Rio Chopim a caico até atingir a outra margem do rio. Depois abrindo picadas na mata virgem, chegaram até a entrada da Fazenda, (nas proximidades de onde hoje é o trevo) Tempos depois, a expedição atingiu as margens de um rio denominado por eles de Fachina, assim denominado, pois , servia de auxílio para suas higienes pessoais e limpeza das caças e pescas. Com terreno propício, o primeiro acampamento foi instalado, (nas proximidades das terras de Francisco Batistella), denominado Fazenda Velha. Objetivando centralizar-se na grande Fazenda em meio a matas, os colonizadores atingiram outro pequeno rio , o qual denominaram de Rio Fachininha. Neste local um novo acampamento foi levantado, iniciando-se a história da Fazenda São Jorge. Assim denominada por ser o Coronel José Rupp devoto ao Santo São Jorge.
No ano de 1957 algumas famílias chegaram até a Fazenda. No entanto, no ano de 1959, começou a grande imigração. Eram na maioria alemães, italianos provenientes de Santa Catarina e Rio Grande do Sul que chegavam com objetivos de conhecer e colonizar o sertão.
Os corretores Adelarte Umiltro Debortoli, Armenegildo Ariotti e Angelo Baldi mostravam os terrenos em meio a picadas, baseando-se num pequeno mapeamento, em que continha chácaras ao redor do centro (1 a 6 alqueires ) e colônias afastadas (10 alqueires).
Em 1959 foi aprovada a planta da cidade. Em 1962 foi elevada à característica de Distrito Administrativo, pertencendo ao Município de São João. Em 24 de junho de 1963 foi elevada à categoria de Município. Assumiu como primeiro prefeito em 23 de novembro de 1963 o Sr. Ari Francisco Rupp.

## Política

### Poder Executivo (2025/2028)[6]
- Prefeito: Gelson Coelho (REPUBLICANOS)
- Vice-prefeito: Gilmar Paixão (PDT)
- Ex-prefeitos: Lista de prefeitos de São Jorge d'Oeste

### Poder Legislativo (2025/2028)[7]
- Presidente da Câmara Municipal: Rose Lotti (PSB)
- Vereadores: Adir Mafaron (PSB), Anderson Dierings (PSD), Claudinei Cordeiro Neguinho (MDB), Martendal (PSB), Moacir Costa e Silva (PSB), Nei Rebonatto (REPUBLICANOS), Rose Lotti (PSB), Rozi Marmitt (REPUBLICANOS), Santolino Augusto Ferreira (PV)